# Victoria Kamhi
Victoria Kamhi o Victoria Kamhi de Rodrigo (Istanbul, Turquia, 1902 - Madrid, 21 de juliol de 1997), Marquesa dels Jardins d'Aranjuez, fou una pianista turca, professora del Conservatoire de Paris. Fou jueva sefardita.
| « | A nivell personal, va ser també en aquests anys quan tindria lloc el fet més important per Joaquín Rodrigo: la seva trobada amb la pianista turca Victòria Kamhi, amb qui va contraure matrimoni el 1933. Victòria Kamhi va ser una de les influències més decisives en la carrera de Joaquín Rodrigo. Excel·lent pianista, quan es va casar va decidir abandonar la seva carrera professional per dedicar-se exclusivament al seu marit. El domini de diversos idiomes juntament amb un ampli coneixement de les diferents cultures europees van fer de Victòria la companya ideal per Joaquín. Molts anys més tard, Victoria va publicar una extensa biografia de la seva joventut, del festeig amb Joaquín, i de la història de les seves vides, titulada: De la mano de Joaquín Rodrigo. La historia de nuestra vida. | » |